# Sucio y desprolijo
«Sucio y desprolijo» es una canción del grupo musical de Argentina de hard rock Pappo's Blues y la tercera pista del álbum de estudio Pappo's Blues Volumen 3. Es una de las canciones  principales del álbum, junto a «Siempre es lo mismo, nena», por ser la segunda canción más larga del álbum y una de las más populares no solo del grupo musical, si no de todas las que compuso el músico Pappo. 
La canción ha sido versionada varias veces por otros grupos o artistas.

## Composición
La letra de la canción habla de los casos en los que critican a alguien por su apariencia o forma de ser, pero no se dan cuenta de lo que esta persona es capaz. La canción tiene como temática principal no juzgar a algo o alguien por su apariencia. «Sucio y desprolijo» no usa una afinación (en la guitarra y en el bajo) estándar original, sino que usa una más grave con notas sostenidas. La canción contiene dos solos de guitarra, el solo principal y el solo que marca el final. El primer solo (el principal) es algo largo y rápido que como la mayoría de las canciones de rock, abarca luego del segundo estribillo. El segundo solo es un corto solo que aparece como cierre de la pista. También, antes de que aparezca el riff principal y los versos, incluye una presentación algo corta hasta que aparece un riff complicado y veloz.

## Personal
- Pappo: Voz principal y guitarra eléctrica.
- Carlos Alberto Rufino: Bajo eléctrico.
- Héctor Lorenzo: Batería y percusión.

- Datos: Q30904230